# Neoavanguardia
La neoavanguardia ("Nueva Vanguardia") fue un movimiento literario avant-garde italiano, caracterizado por una fuerte tendencia hacia la experimentación formal con el lenguaje. Entre los escritores que se enrolaron en esta corriente se encuentran Nanni Balestrini, Edoardo Sanguineti, Umberto Eco, Antonio Porta, Elio Pagliarani, Alfredo Giuliani, Giorgio Manganelli, Luigi Malerba, Germano Lombardi, Francesco Leonetti, Alberto Gozzi, Massimo Ferretti, Franco Lucentini, Amelia Rosselli, Sebastiano Vassalli y Lello Voce entre otros.
Los poetas de la Neoavanguardia, inspirados por escritores de la lengua inglesa tales como Ezra Pound y T. S. Eliot y el poeta italiano Emilio Villa, se opusieron al crepuscolarismo (visión intimista) que había caracterizado a la poesía italiana en el siglo XX, y por sobre todo, a lo que ellos denominaban el lenguaje 'neo-capitalista'. El resultado fue un lenguaje cuasi-parodista que a menudo conducía a versos  vacíos de significado (non-significanza) y al autodenominado "arte como un juguete en sí mismo."
El movimiento se originó en el Gruppo '63, que fuera fundado en un hotel en Solunto, cerca de Palermo, principalmente por escritores que habían colaborado con la revista literaria Il Verri. La conferencia incluía puestas teatrales de obras de Balestrini y Sanguineti entre otros. La aparición de este movimiento desató fuertes polémicas en el mundillo literario italiano: siendo acusados de ser "formalistas irracionales", "peligrosos marxistas revolucionarios", "tardíos Futuristas" o los creadores de una "renovada  Arcadia".